# Bookmaker’s sandwich
Bookmaker’s sandwich (bocadillo del corredor de apuestas) es un plato típico de la cocina irlandesa tradicionalmente preparado para llevar –frío– a las carreras de caballo o de cacería.
Elaborado con solomillo, pan crujiente, mostaza y mantequilla, se prepara en el horno, aplastado con un peso. Una vez frío, se corta en lonchas gruesas.